# Guoco Tower
La Guoco Tower, anciennement connue sous le nom de Tanjong Pagar Centre est un gratte-ciel construit en 2016 à Singapour. Culminant à 290 m, c'est le plus haut bâtiment de la ville. Elle a été construite par Samsung C&T. 